# لورين ريد (ممثلة)
لورين ريد (بالإنجليزية: Lauren Reid)‏ هي عارضة وممثلة أسترالية وفلبينية، ولدت في 17 أبريل 1993.